# Эдвардс, Пьетро
Пьетро Эдвардс (итал. Pietro Edwards; 1744, Лорето — 17 марта, 1821, Венеция) — итальянский реставратор живописи, инспектор Венецианской академии изящных искусств, с 1817 года директор Галереи Академии в Венеции.

## Биография
Пьетро Эдвардс родился в Лорето в 1744 году в семье английских католиков, эмигрировавших в Италию после гонений 1688 года. В 1752 году семья переехала в Венецию. Мальчика доверили отцам семинарии, где он обнаружил способности к искусству. Учился живописи в мастерской Гаспаро Дициани.
В 1767 году Пьетро стал членом «Свободной коллегии живописи Венето» (Veneto Liberal Collegio di Pittura), в 1774 году он занял пост президента, который занимал до 1778 года, а затем стал бессменным секретарем объединения. В 1775 году был избран в члены Академии Клементина в Болонье, затем римской Академии Святого Луки и Пармской академии искусств.
Гаспаро Дициани в 1755 году был среди основателей Венецианской академии изящных искусств и возглавлял её в 1760—1762, в 1766—1768 и в 1793—1796 годах, а также с 1762 года числился «официальным реставратором республики». От него Пьетро Эдвардс и получил первые знания и навыки по реставрации живописных картин.
В то время реставрация картин была прямой прерогативой «Коллегии живописи», управление которой было неорганизованным и в основном нацелено на узкий и случайный круг картин, часто попадавших в руки неквалифицированных реставраторов. С 1778 года Эдвардс разрабатывал принципы организации и методику реставрации картин, передаваемых, согласно указу венецианского Сената от 6 июня 1771 года (который он сам разрабатывал) в ведение падуанского отделения «Свободной коллегии живописи». В этом документе названы обязанности и ответственность реставраторов и инспекторов. Документ сохранял своё действие до 1972 года, когда Министерство образования Италии (Ministero della Pubblica) составило «Хартию восстановления Рима» (Carta del Restauro di Roma). Эдвардс подбирал квалифицированных сотрудников для этой важнейшей государственной программы.
В сентябре 1778 года венецианский Сенат принял предложение о создании общественной реставрационной лаборатории. Она была организована в трапезной церкви Санти-Джованни-э-Паоло, а управление было возложено на Эдвардса. После трёх лет деятельности Эдвардс представил полный отчёт о работах по «общей реставрации общественных картин». В 1779 году Пьетро Эдвардс принял участие в обсуждении проекта создания публичной галереи, которая будет собирать наиболее значимые произведения живописи венецианских художников, позднее известной под названием «Галерея Академии» (Gallerie dell’Accademia). Эдвардсу также доверили организацию изучения способов хранения и реставрации картин, находящихся в многочисленных церквях и капеллах Венеции.
В 1797 году после захвата города наполеоновскими войсками из закрытых монастырей и храмов в помещения Венецианской академии стали свозить произведения искусства. Их сохранность обеспечивали Пьетро Эдвардс и Теодоро Коррер.
Когда в декабре 1805 года Венеция стала частью Королевства Италия, в городе стали действовать общегосударственные законы по сохранению и реставрации произведений искусства. Эдвардсу доверили надзор за выполнением законодательства в этой области, а в апреле 1806 года он был назначен «хранителем всех картин и других предметов искусства» и «уполномоченным короны» по отбору произведений искусства для музейного хранения. Реорганизованная Венецианская академия, в свою очередь, доверила ему должность «куратора галереи Академии изящных искусств в Венеции и галереи Фарсетти».
После 1819 года и до самой смерти в 1821 году Пьетро Эдвардс занимался организацией в Венеции официальной государственной школы реставрации картин и сохранения традиционной методики и техники восстановления старинной живописи. Однако эта программа полностью была реализована только в 1939 году, когда был основан Королевский Центральный институт реставрации в Риме (итал. Regio Istituto Centrale del Restauro, RICR).
Труды Эдвардса в деле организации музейного и реставрационного дела в Италии трудно переоценить, он по праву считается одним из родоначальников научной реставрации живописи.